# Daisy Ridley
Daisy Jazz Isobel Ridley, född 10 april 1992 i London, är en brittisk skådespelare. Hon har bland annat gjort rollen som Rey i Star Wars: The Force Awakens, Star Wars: The Last Jedi och Star Wars: The Rise of Skywalker.

## Bakgrund och familj
Ridley föddes i London som dotter till Chris Ridley och Louise Fawkner-Corbett.

## Karriär
Ridley har medverkat i TV-serier som Youngers, Tyst vittne, Mr Selfridge och Casualty. Hon har även varit med i kortfilmen Blue Season som visades på filmfestivalen Sci-Fi-London.

## Filmografi (i urval)
| År   | Titel                            | Roll                 | Anmärkning                                              |
| ---- | -------------------------------- | -------------------- | ------------------------------------------------------- |
| 2013 | Lifesaver                        | Jo                   | Kortfilm                                                |
| 2013 | Casualty                         | Fran Bedingfield     | TV-serie, avsnittet: "And the Walls Come Tumbling Down" |
| 2013 | Blue Season                      | Sarah                | Kortfilm                                                |
| 2013 | Youngers                         | Jessie               | TV-serie, avsnittet: "A to B and the Apology"           |
| 2013 | Toast of London                  | Stage Hand           | TV-serie, avsnittet: "Vanity Project"                   |
| 2014 | Tyst vittne                      | Hannah Kennedy       | TV-serie; 2 avsnitt                                     |
| 2014 | Mr Selfridge                     | Roxy                 | TV-serie; 1 avsnitt                                     |
| 2015 | Scrawl                           | Hannah               |                                                         |
| 2015 | Star Wars: The Force Awakens     | Rey                  |                                                         |
| 2016 | Only Yesterday                   | Taeko Okajima (röst) |                                                         |
| 2017 | Mordet på Orientexpressen        | Mary Debenham        |                                                         |
| 2017 | Star Wars: The Last Jedi         | Rey                  |                                                         |
| 2018 | Pelle Kanin                      | Cotton-Tail (röst)   |                                                         |
| 2019 | Star Wars: The Rise of Skywalker | Rey                  |                                                         |
| 2023 | Sometimes I Think About Dying    | Fran                 | även producent                                          |
| 2024 | Young Woman and the Sea          | Trudy Ederle         | även exekutiv producent                                 |